# Gnamptogenys caelata
Gnamptogenys caelata é uma espécie de formiga do gênero Gnamptogenys.